# Принцип регулювання за відхиленням
При́нцип регулюва́ння за відхи́ленням
Якщо в автоматичній системі керуючий вплив формується на основі інформації про відхилення регульованої величини від заданого значення, то кажуть, що система побудована на основі принципу регулювання за відхиленням, або принципу зворотного зв'язку. Для реалізації цього принципу в регулюючому пристрої необхідно здійснювати порівняння дійсного значення регульованої величини із заданим значенням та управляти об'єктом в залежності від результатів цього порівняння.
Приклад САР за відхиленням показано на рис. 
На схемі об'єкт керування (регулювання), регулюючий орган (РО) і система автоматичного контролю вихідного параметра (САК) об'єднані в окремий блок — узагальнений об'єкт регулювання (УОР). У свою чергу, регулятор, виконавчий механізм (ВМ), елемент порівняння (ЕП) і задаючий пристрій (ЗП) утворюють блок керування або керуючий пристрій (КП). Система автоматичного контролю вихідного параметра (САК) служить для автоматичного вимірювання абсолютного значення регульованої величини і вироблення сигналу її поточного значення (Yт).
Згідно з вимогами, що висуваються до систем контролю, вихідний сигнал вимірювального пристрою повинен бути пропорційним вимірюваній величині. Крім того, вихідний сигнал несе інформацію про напрям відхилення вимірюваної величини.
Елемент порівняння (ЕП) — елемент автоматики, що звичайно входить до складу регулятора, виробляє сигнал розузгодження ∆(y) (векторну різницю між поточним значенням регульованого параметра і заданим):
Δ(y) = Ym — Yз
Робота представленої системи проста. При відхиленні регульованої величини від заданого значення на елементі порівняння формується сигнал розузгодження (за рівнянням), який після підсилення і перетворення за необхідним алгоритмом у регуляторі керує роботою виконавчого механізму.
Останній впливає на регулюючий орган, змінюючи значення вхідного сигналу доти, поки не зникне відхилення поточного значення регульованої величини від заданого, тобто до моменту виконання умови ΔY=0.
Принцип керування за відхиленням є універсальним і ефективним, оскільки він дозволяє враховувати всі впливи на об'єкт (всіх збурень і завад), управляти складними об'єктами, а також здійснювати необхідний закон зміни керованої величини з допустимо малим відхиленням (помилкою) незалежно від того, якими причинами воно викликане.
Однак, при великому транспортному запізненні об'єктів керування цей принцип може бути непридатним і САК буде нестійкою. Тобто, при швидкоплинних змінах вхідного збурення і фіксації їхнього наслідку (відхилення керованої величини) через порівняно тривалий проміжок часу керуючий вплив «не встигатиме» за збуренням (и), а в ряді випадків навіть погіршуватиме стан об'єкта керування.
Характерною рисою автоматичних систем, побудованих на основі принципу керування за відхиленням, є наявність контролю регульованої величини і головного зворотного зв'язку (ГЗЗ). Зворотний зв'язок в цьому випадку утворений керуючим пристроєм.